# Oma-Grau

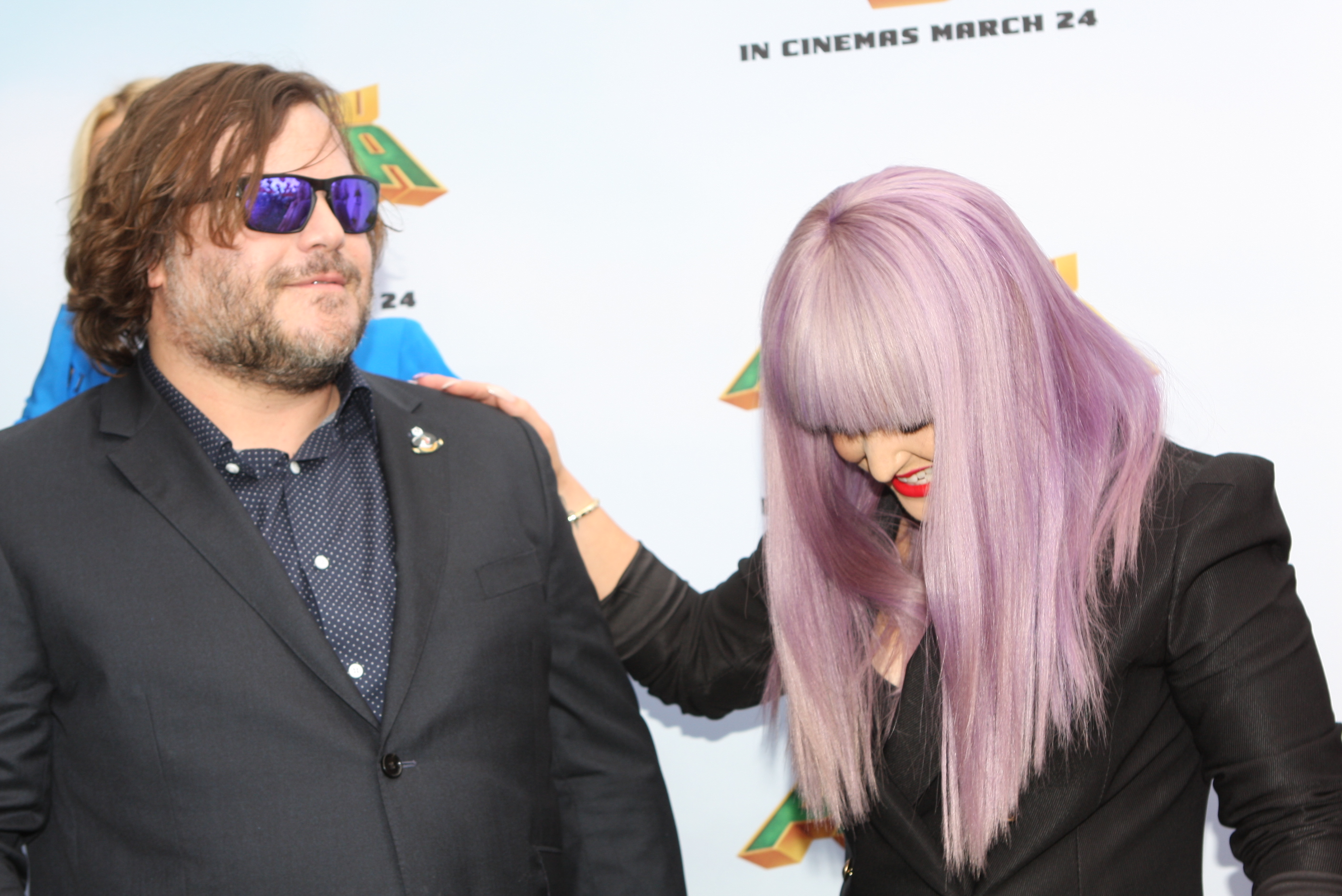
Rechts: die 33-jährige britische Rockmusikerin Kelly Osbourne mit lila getöntem „Oma-Grau“

„Oma-Grau“, auch „Oma-Haar“ (englisch Granny Grey bzw. Granny Hair), bezeichnet die künstliche Haarfärbung mit Grautönen. Der Begriff hat eine ironische Konnotation, weil das Oma-Grau auch bei jungen bzw. noch nicht natürlich ergrauten Menschen  seit etwa 2010 immer beliebter wurde. Manche Modeexperten sprechen sogar von einem „Mega-Trend“, der mit einer stark alternden Gesellschaft einhergehe und sozusagen die Brücke zwischen Jung und Alt über die Haarfarbe schlage: das „Oma-Grau“ als eine Methode, mit ergrauendem Haar proaktiv umzugehen, also die mit dem Altern assoziierte Haarfarbe vorwegzunehmen und ästhetisch zu überzeichnen.
Das „Oma-Grau“ unterscheidet sich vom typischen Altersgrau, weil es verschiedene Grautöne, von stahlgrau bis silber, ins Haar mischt. Häufig werden ins „Oma-Grau“ auch Lila-, Grün-, Blau- und Blondtöne eingearbeitet. 